# Austrozele adustus
Austrozele adustus är en stekelart som beskrevs av Van Achterberg 1993. Austrozele adustus ingår i släktet Austrozele och familjen bracksteklar. Inga underarter finns listade.